# Omri Katz
Omri Haim Katz (Los Angeles, Califórnia, 30 de maio de 1976) é um ator norte-americano. Participou de séries de televisão como Eerie, Indiana; Adventures in Dinosaur City e filmes como Matinee e Abracadabra, e da popular série da CBS Dallas, na qual fez o papel de "John Ross Ewing III", filho de J.R. Ewing (interpretado por Larry Hagman) e Sue Ellen Ewing (Linda Gray) de 1983 a 1991.
Katz nasceu e cresceu em Los Angeles, filho dos imigrantes judeus vindos de Israel Rina e Yoram Katz. Tem um irmão mais velho chamado Michael e uma irmã chamada Lali. Omri viveu em Israel quando pequeno, mas deixou o país para seguir a carreira de ator.

## Filmografia
| Filmes      | Filmes                      | Filmes                    | Filmes        |
| Ano         | Título Original             | Papel                     |               |
| ----------- | --------------------------- | ------------------------- | ------------- |
| 1992        | Adventures in Dinosaur City | Timmy                     |               |
| 1993        | Matinee                     | Stan                      |               |
| 1993        | Hocus Pocus                 | Max Dennison              |               |
| 1996        | Dallas: J.R. Returns        | John Ross Ewing (para TV) |               |
| 2002        | Journey Into Night          | Sean                      |               |
| Séries      |                             |                           |               |
| Ano         | Título                      | Papel                     | Episódios     |
| 1983 / 1991 | Dallas                      | John Ross Ewing           | 133 episódios |
| 1984        | Simon & Simon               | Garoto                    | 1 episódio    |
| 1991        | Zorro                       | Jack                      | 1 episódio    |
| 1991 / 1992 | Eerie, Indiana              | Marshall Teller           | 19 episódios  |
| 1992        | The Torkelsons              | Jason                     | 1 episódio    |
| 1993 / 1995 | The John Larroquette Show   | Tony Hemingway            | 6 episódios   |
| 1999        | Freaks and Geeks            | Brad                      | 1 episódio    |
| 2000        | General Hospital            | Artista tatuado           | 1 episódio    |

## Prêmios e Indicações
| Prêmios | Prêmios   | Prêmios                  | Prêmios                     | Prêmios        |
| Ano     | Resultado | Premiação                | Categoria                   | Título         |
| ------- | --------- | ------------------------ | --------------------------- | -------------- |
| 1984    | Venceu    | Soap Opera Digest Awards | Melhor Ator Jovem em Novela | Dallas         |
| 1985    | Indicado  | Young Artist Awards      | Melhor Jovem Ator           | Dallas         |
| 1986    | Indicado  | Soap Opera Digest Awards | Melhor Jovem Ator           | Dallas         |
| 1987    | Indicado  | Young Artist Awards      | Melhor Jovem Ator           | Dallas         |
| 1988    | Indicado  | Young Artist Awards      | Melhor Jovem Ator           | Dallas         |
| 1992    | Indicado  | Young Artist Awards      | Melhor Jovem Ator           | Eerie, Indiana |
| 1994    | Indicado  | Young Artist Awards      | Melhor Jovem Ator           | Abracadabra    |